# Band of Gold
Band of Gold — популярна пісня, написана колишніми продюсерами лейблу Motown Records, Holland-Dozier-Holland (під псевдонімом Едіт Вейне) і Роном Дунбаром. Пісня стала хітом завдяки запису Фріди Пейн в 1970 році на лейблі Invictus, що належить HDH.Пісня була переспівана багатьма артистами. Серед найпопулярніших виконавців у 1986 році — Белінда Карлайл і Бонні Тайлер, у 2007 — Кімберлі Лок 2007.

## Версія Фріди Пейн
У версії Фріди Пейн пісня потрапила до списку 500 найкращих пісень усіх часів за версією журналу Rolling Stone. В запису пісні, окрім Фріди Пейн (солістка) брали участь:
- Бек-вокал: Шеррі Пейн, Тельма Хопкінс Джойс Вінсент Вілсон, і Памела Вінсент
- Бас-гітара: Боб Беббіт
- Гітара: Денніс Коффі, Едді Вілліс, Рей Monette, і Рей Паркер-молодший
- Клавішні: Джонні Ґріфт
- Барабани: Уріель Джонс
- Ударні: Джек Ешфорд
- Електричний ситар: Вінні Белл

Тривалість треку — 2:53. Положення в хіт-парадах:
| Charts (1970)    | Найвища позиція |
| ---------------- | --------------- |
| UK Singles Chart | 1               |
| US Pop Singles   | 3               |
| US Black Singles | 20              |

## ВерсіяБонні Тайлер
Була випущена в альбомі Secret Dreams and Forbidden Fire 1986 року на лейблі CBS Records / Columbia Records
| Хіт-парад (1986)                            | Найвища позиція |
| ------------------------------------------- | --------------- |
| UK Singles Chart                            | 81              |
| Billboard Hot Dance Breakouts Singles Sales | 06              |

## Версія Белінди Карлайл
Була випущена в альбомі «Belinda» 1986 року і того ж року, як сингл. Позиція в хіт-парадах
| Хіт-парад (1986/87)        | Найвища позиція |
| -------------------------- | --------------- |
| US Hot Dance Club Play     | 26              |
| US Hot Dance Singles Sales | 38              |
| Canadian Singles Chart     | 91              |

## Версія Кімберлі Лок
Випущена в альбомі Based on a True Story у 2007 році і того ж рок, як сингл. Позиція в хіт-парадах:
| Chart (2007/08)                      | Найвища позиція |
| ------------------------------------ | --------------- |
| US Hot Dance Club Play               | 1               |
| UK Commercial Club                   | 6               |
| US Hot Adult Contemporary Tracks     | 9               |
| US Billboard Top Dance Songs of 2008 | 11              |
| US Hot Adult Contemporary Recurrents | 19              |
| Canadian Adult Contemporary          | 21              |
| US Billboard Top AC Songs of 2008    | 36              |
| US Billboard Top AC Songs of 2007    | 39              |
| UK Upfront Club                      | 52              |